# Корисні копалини Суринаму
Корисні копалини Суринаму.

## Загальна характеристика
Суринам диспонує родов. бокситів, нафти, руд заліза, міді, марганцю, золота, хрому, нікелю, рідкісних металів (берилію, ніобію, танталу), платини, алмазів, кварцових пісків, каоліну (табл.). 
Таблиця. — Основні корисні копалини Суринаму станом на 1998-1999 рр.
| Корисні копалини       | Запаси       | Запаси   | Вміст корисного компоненту в рудах, % | Частка у світі, % |
| Корисні копалини       | Підтверджені | Загальні | Вміст корисного компоненту в рудах, % | Частка у світі, % |
| Боксити, млн т         | 575 (600)    | 2086     | 50 (Al2O3)                            | 2,1               |
| Залізні руди, млн т    | 55           | 230      | 57 (Fe)                               |                   |
| Золото, т              | 54           | 73       | 0,65–2,5 г/т                          | 0,1               |
| Марганцеві руди, млн т |              | 3        |                                       |                   |
| Нафта, млн т           | 10,1         |          |                                       |                   |

## Окремі види корисних копалин
Нафта. Родовища нафти виявлені (1981) на Прибережній рівнині і на шельфі. Поклади нафти приурочені до пісковиків, що залягають на глибині 180-300 м в основі відкладів палеоцену. Нафти важкі (959,3 кг/м³), малосірчисті. Особливо перспективною вважається шельфова зона. Попередні дослідження US Geological Survey дозволяють оцінити запаси нафти в цій зоні на рівні 15 млр. барелів [Mining Annual Review 2002].
Залізні руди. Родовища залізняку пов'язані з протерозойськими залізистими кварцитами (в горах Бакхьойс і на родовищі Бломместейн).
Марганцеві руди приурочені до латеритної кори вивітрювання, розвиненої по гондитам ранньопротерозойської світи Парамака (родовища Маріпа, Поєкети, Плет-Рідж і інш.). Найбільше родовище Маріпа, запаси якого становлять 1,2 млн т руди, вміст марганцю 25-30 %.
Боксити. За загальними запасами бокситів Суринам займає 3-є місце в Латинській Америці (600 млн т у 2001). У Суринамі родовища гібситових і беміт-гібситових бокситів полігенного і латеритного типу розташовані в межах Ґвіанської берегової рівнини і в горах Бакхус на південному заході країни. Підтверджені запаси цих родовищ становлять 575 млн т. Родовища осадових бокситів (Мунго, Онвервахт, Паранам), що залягають на глинистих породах палеоцену-еоцену, розташовані на півночі країни в межах Прибережної рівнини. Боксити гібситові, вміст Al2O3 45-62 %. Сумарні запаси родов. Мунго і Паранам 250 млн т. Родовища латеритних бокситів Бакхьойс (запаси 200 млн т), Нассау, Лейлдорп і інш. виявлені у східній і центральній частинах країни. Латеритизація розвивалася по метаморфічним породам протерозою. Руди містять 45-60 % Al2O3 і 15-20 % Fe. 
Золото. У Суринамі виявлені розсипні і корінні родовища руд золота. Основний золоторудний район — басейн р. Лава. 
Нікель. З латеризацією ультраосновних порід протерозою пов'язані дрібні родовища нікелевих руд (Адампада, Велью-Крік) і хромітів (Сарамакка). 
Рідкісні метали. Пегматитові родовища руд рідкісних металів (Федра, Маровейне і інш.) приурочені до гранітоїдів і метаморфічних гірських порід докембрію. 
Алмази. Розсипні родовища алмазів розташовані в басейнах pp. Суринам і Сарамакка, які дренують породи формації Розебел. Максимальний вміст алмазів 26 мг/м³. На Прибережній рівнині поширені родовища високоякісних кварцових пісків.